# At the edge of light
At the edge of light is een studioalbum van Steve Hackett. Het album is grotendeels opgenomen in de Siren geluidsstudio. Aanvullende opnamen vonden plaat bij:
- Hackett thuis,
- Studio Paddock: track Decent
- Paradise Studio te Reykjavik: Gulli Briem in Under de eye of the sun
- Grammy Studio te Boedapest: Malik Mansurov in Fallen walls en pedestals
- Sweetwater Studio in de Verenigde Staten: Nick D'Virgilio in Those golden wings.

Hackett lichtte bij dit album toe dat het album een soort reisverslag is van de reizen voorafgaand aan de opnamen van dit album. Al op jonge leeftijd verbleef Hackett, geboren in Londen enige tijd in Canada. Daarna reisde hij Genesis en privé de hele wereld rond. Dit wekte ook zijn belangstelling voor exotische muziek en muziekinstrumenten op zijn album. Tegelijkertijd waren er in de muziekwereld ontwikkelingen gaande die het niet meer noodzakelijk maakte, dat musici naar een centrale geluidsstudio te komen; in plaats daarvan konden opnamebestanden heen en weer gezonden worden. Hackett omschreef het als in wezen Britse muziek met invloeden van wereldmuziek.

## Musici
- Steve Hackett: elektrische en akoestische gitaar, dobro, basgitaar, mondharmonica, zang

Met
- Gulli Briem: drumstel en percussie (track 3)
- Dick Diver: contrabas (tracks 3, 5)
- Benedict Fenner: toetsinstrumenten en programmeerwerk (tracks 7, 8)
- John Hackett: dwarsfluit (tracks 2, 3, 5, 9)
- Roger King: toetsinstrumenten, programmeerwerk, arrangementen (alle tracks behalve 8)
- Amanda Lehmann: zang (tracks 3, 4, 5, 7, 10)
- Durga McBroom en Lorelei McBroom: zang (track 4)
- Malik Mansurov: tär (track 1)
- Sheema Mukherjee: sitar (track 6)
- Gary O'Toole: drumstel (track 1)
- Simon Phillips: drumstel (track 7)
- Jonas Reingold: basgitaar (track 2, 3, 7)
- Paul Silwell: didgeridoo (track 3)
- Christine Townsend: viool, altviool (track 5)
- Rob Townsend: tenorsaxofoon, dwarsfluit, doedoek, basklarinet (tracks 2, 3)
- Nick D'Virgilio: drumstel (track 5)

## Muziek
| Nr. | Titel                                                  | Duur  |
| --- | ------------------------------------------------------ | ----- |
| 1.  | Fallen walls and pedestals (Steve Hackett, King)       | 2:17  |
| 2.  | Beasts in our time (Steve Hackett, Jo Hackett, King)   | 6:20  |
| 3.  | Under the eye of the sun (Steve Hackett, Jo Hackett)   | 7:06  |
| 4.  | Underground railroad (Steve Hackett, Jo Hackett, King) | 6:22  |
| 5.  | Those golden wings (Steve Hackett, Jo Hackett, King)   | 11:09 |
| 6.  | Shadow and flame (Steve Hackett, Jo Hackett)           | 4:22  |
| 7.  | Hungry eyes (Steve Hackett)                            | 4:34  |
| 8.  | Descent (Steve Hackett)                                | 4:20  |
| 9.  | Conflict (Steve Hackett, King)                         | 2:36  |
| 10. | Peace (Steve Hackett, Jo Hackett)                      | 5:03  |

### Beasts in ourtime
Beasts in our time grijpt terug op een toespraak van Neville Chamberlain over kwaadaardige krachten vlak voordat de Tweede Wereldoorlog uitbrak. Hackett zag een overeenkomst met de tijden waarin hij leefde.

### In shadow and flame
Een van zijn muzikale ontmoetingen was met sitarspeler Sheema Mukherjee. Zij had een andere benadering van de muziek, meer ritmische georiënteerd dan Hackett zelf. De track In shadow and flame werd door toepassing van de sitar een meer psychedelisch nummer dan vooraf ingezet. Hackett keek met bewondering naar haar techniek vooral binnen raga; hij moest toegeven dat zij vaardiger op de sitar was dan hij op de gitaar. Hij vergeleek het met werk van George Harrison in The Beatles tijdens zijn oosterse periode.

### Underground railroad
Underground railroad gaat niet over een willekeurige metrolijn. Het voert terug op de Underground Railroad, netwerk van illegale mogelijkheden om ontsnapte tot slaaf gemaakten naar veiliger gebied te krijgen. Voor de zang kon Hackett de zusters Durga en Lorelei McBroom inschakelen. Hun relatief donkere respectievelijk soulstemmen waren uitermate geschikt voor dit nummer. Mondharmonica en dobro van Hackett zelf kleurde het werk als enigszins Americana. 

### Descend, Conflict, Peace
Het slot van het album wordt gevormd door een drieluik Descend (afzakken), Conflict (conflict) en Peace (vrede); dat laatste is volgens Hackett meer een liefdesliedje dan een stellingname. Descend heeft daarin het ritmisch motief van Mars, Bringer of war uit The Planets van Gustav Holst.

De Japanse persing bevatte twee bonustracks in Teach yourself valcan en Roulette.
Ter promotie van het album werden twee singles uitgegeven: Under the eye of the sun en Underground railroad, beide nog in 2018. 
Na de uitgifte van het album ging Hackett en zijn band op tournee waarbij ook Cultuurpodium Boerderij in Zoetermeer werd aangedaan. Ook maakte een aantal optredens op een cruiseschip deel uit van die tournee. Hij ontmoette daar Moody Blues en Yes. Tijdens de optredens speelde de band het hele album Selling England by the Pound uit Hacketts Genesisperiode en een groot deel van het album Spectral mornings uit zijn beginperiode als soloartiest.
In een aantal Europese landen haalde At the edge of light een notering in de albumlijsten, al was het vaak voor maar een week (Nederland plaats 72, België plaats 129).
1. ↑  [ https://www.youtube.com/watch?v=kDQaCGNWceA Descend op YouTube]